# Macro-Gé
Macro-Gé (Macro-Jê), velika jezična porodica američkih Indijanaca raspršena po velikim predjelima tropske Južne Amerike. Velika porodica dobiva ime po porodici Gé, kojoj su još pridodane druge porodice, to su, prema Masonu (1950): 
1. Ge, 
2. Caingang, 
3. Camacán, 
4. Mashacalí, 
5. Purí (Coroado), 
6. Patashó, 
7. Malalí 
8. Coropó. 
Davis 1968):
1. Jê
2. Maxakalí
3. Karajá
4. Jeikó
5. Ofayé
6. Kamakan
7. Purí (Coroado)
8. Botocudo
9. Borôro (?)
10. Fulniô
Greenberg 1987 u nju klasificira porodice: 
1. Bororo, 
2. Botocudo, 
3. Caraja, 
4. Chiquito, 
5. Erikbatsa, 
6. Fulnio, 
7. Ge-Kaingang 
8. Guató, 
9. Kamakan, 
10. Mashakali, 
11. Opaie, 
12. Oti, 
13. Puri, 
14. Yabutí
Prava Gé porodica bez Cainganga, grana se na: 
- Timbira:
  - Zapadni ili (Apinayé),
  - Istočni (Hoti)
    - Sjeverni:
      - Gurupy,
      - Krẽyé (Crenyé),
      - Nucoecamecran,

    - Južni:
      - Canela (Apanyecra = Aponegicran, Kencateye = Kencatazé, Ramkokamecra = Capiecran)
      - Carateye
      - Craho (Krao), Macamecran
      - Crepumcateye
      - Crenjé (Tañe)
      - Cricati (Krikateye, Caracaty, Makraya)
      - Gaviões
      - Nyurukwayé (Norocoage)
      - Porecamecra (Purecamecran)
      - Pucobyé (Pukobñé)
      - Chakamecra (Sacamecran, Matteiro)
- Kayapó
  - Kayapós do Norte
    - Carahó (Karahó)
    - Gorotire (Gorotiri), Para
    - Gradahó (Gradaú)
    - Ira-Amaire
    - Pau d'Arco
    - Purucarod (Purukaru), Curupite
    - Mecubengokre
    - Ushicring (Chikri, Byoré)
    - Cruatire
    - Cayamo

  - Kayapós dos Sul
- Suyá
- Akwe (Akwén)
  - Shakriaba (chikriaba)
  - Shavante (Puscití, Tapacuá, Crisca)
  - Sherente
- Acroá
  - Akroá (Acroá, Acoroás)
  - Guegué (Gogué, Gegé, Guegué) Maranhao, Piaui

## Vanjske poveznice
- Ethnologue (14th)
- Ethnologue (15th)
- Ethnologue (16th)
- Macro-Je Cluster: Campbell 1997
- Macro-Je: Kaufman 2007
- Macro Ge: Ethnologue 2005
- Amerind: Greenberg 1987
- Macro-Ge: Dryer 2005
- Macro-Ge Language Family (Macro-Je)
- Tree for Macro-Ge  Arhivirana inačica izvorne stranice od 30. rujna 2008. (Wayback Machine)